# Haus Zeitz

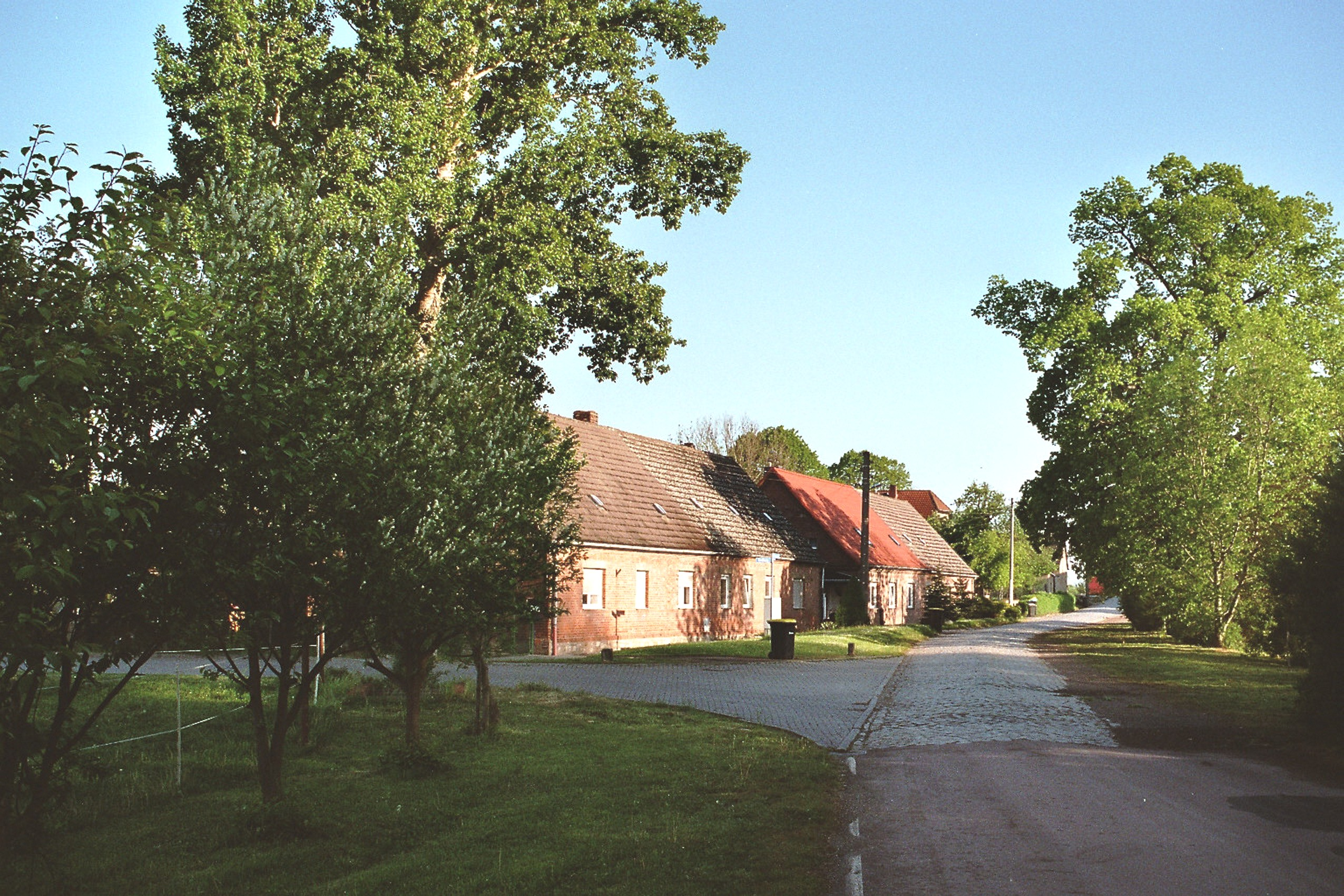
Ortsansicht (2007)

Haus Zeitz ist ein Ortsteil der Ortschaft Belleben der Stadt Könnern im Salzlandkreis (Sachsen-Anhalt). 

## Geografische Lage
Haus Zeitz liegt etwa 3 km westlich von Alsleben am Westufer der unteren Saale. 

## Geschichte
Die Siedlung „Zeitz“ geht auf die Zeit der slawischen Besiedlung des Gebiets links der Saale zurück. Der Ortsname geht auf die slawischen Worte „zitci“ oder „ciza“ mit der Bedeutung „Kornspeicher“ oder „Göttin der Säugenden“ zurück. Nachdem das Territorium links der Saale im 10. Jahrhundert durch Otto I. erobert wurde, gehörte die Siedlung Zeitz zu seinem königlichen Besitz. Dessen Sohn Otto II. schenkte das königliche Gut mit weiteren Besitzungen im Raum südlich von Bernburg seiner Schwester Mathilde von Quedlinburg, welche Äbtissin des Damenstifts Quedlinburg war. Über das Stift Quedlinburg kam die Siedlung Zeitz als Afterlehen an die Grafen von Barby. Später waren die Kurfürsten von Sachsen die Oberlehnsherren über den Ort.
Seit 1128 lässt sich ein Adelsgeschlecht in der Ansiedlung Zeitz nachweisen. Ein Mönch mit dem Namen „Conradus de Cize“ lebte in diesem Jahr im Kloster Petersberg bei Halle (Saale). Nach dem Aussterben des Geschlechts derer von Zeitz im 15. Jahrhundert kamen für kurze Zeit die Herren von Dieskau in den Besitz der Siedlung Zeitz. Hermann von Trotha wurde 1446 mit allen Gütern samt Gerechtsamen und Einkünften in Zeitz belehnt. Auf Hans von Trotha (* um 1450; † 1503), der 1497 das Grundstück der heutigen Schlossruine erwarb, geht die Bezeichnung „Haus Zeitz“ zurück, da er die Siedlung Zeitz zu seinem Wohnsitz erklärte und dort ein Schloss („Haus“) errichten ließ. Seit 1561 war Haus Zeitz durch Einheirat im Besitz der Familie von Krosigk. Aus finanziellen Gründen mussten die von Krosigks Haus Zeitz, ebenso wie das benachbarte, unter Hoheit des Erzstifts Magdeburg stehende Belleben, an die Familie von Lochau verkaufen, denen der Ort seit 1612 gehörte.
Nach dem Aussterben der Herren von Lochau im Jahr 1684 suchte der sächsische Kurfürst, unter dessen Lehnshoheit der Ort stand, nach einem neuen Interessenten für das Schloss in Haus Zeitz. Diesen fand er 1685 in Fürst Johann Georg II. von Anhalt-Dessau, welcher jedoch noch im selben Jahr den Ort an seinen Verwandten Viktor Amadeus von Anhalt-Bernburg verkaufte. Dieser ließ zwischen 1688 und 1692 das Schloss umbauen und erweitern. Nachdem der Sohn von Viktor Amadeus, Fürst Lebrecht von Anhalt-Bernburg, die Herrschaften Schaumburg und Holzappel (beide bei Limburg an der Lahn) erworben hatte, wurde dieser Besitz mit dem anhaltinischen Amt Hoym, dem Haus Zeitz unter kursächsischer Oberherrschaft und dem seit 1680 unter preußisch-magdeburgischer Oberherrschaft stehenden Ort Belleben unter der Seitenlinie Anhalt-Bernburg-Schaumburg-Hoym vereint. Dabei bildeten Haus Zeitz und das benachbarte Belleben das Fürstlich-Anhalt-Bernburg-Schaumburgische Amt Zeitz. Haus Zeitz blieb bis zum Aussterben des Hauses Anhalt-Bernburg-Schaumburg-Hoym im Jahr 1812 im Besitz dieser Seitenlinie. Danach wurden die Güter Zeitz und Belleben Gegenstand eines Rechtsstreits, der erst 1828 zu Gunsten der Hauptlinie Anhalt-Bernburg entschieden wurde.
Die Landeshoheit über Belleben war mit der französischen Besetzung des preußischen Saalkreises bereits 1807 an das Königreich Westphalen übergegangen. Haus Zeitz, das bisher unter kur- bzw. königlich-sächsischer Oberlehnshoheit stand, wurde ebenfalls an das Königreich Westphalen abgetreten. Belleben und Haus Zeitz gehörten somit bis 1813 zum Kanton Alsleben im Distrikt Halle des Departements der Saale. Nach der Niederlage Napoleons und dem Ende des Königreichs Westphalen befreiten die verbündeten Gegner Napoleons Anfang Oktober 1813 den Saalkreis. Bei der politischen Neuordnung nach dem Wiener Kongress 1815, bei dem das Königreich Sachsen große Teile seines Gebiets an Preußen abtreten musste, wurde Haus Zeitz im Jahr 1816 dem Regierungsbezirk Merseburg der preußischen Provinz Sachsen angeschlossen und wie Belleben dem Mansfelder Seekreis zugeordnet.

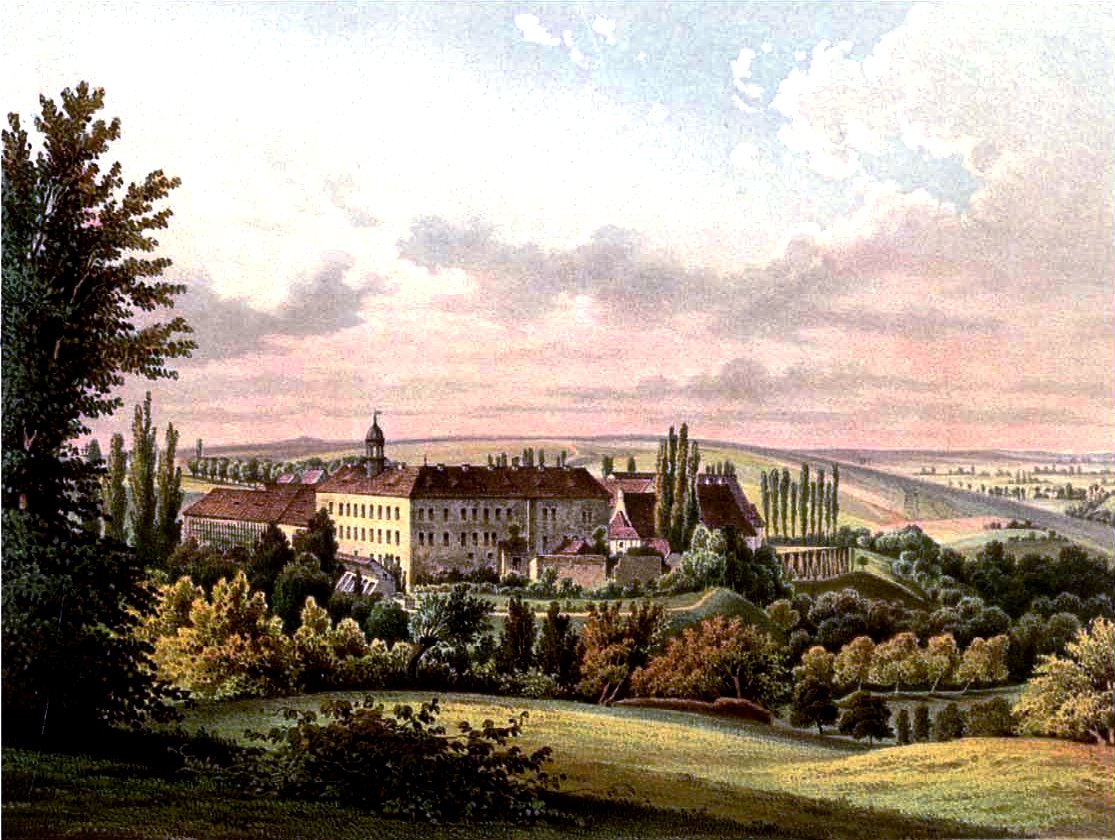
Ansicht von Haus Zeitz um 1860

Nachdem die Linie Anhalt-Bernburg im Jahr 1863 mit Herzog Alexander Carl von Anhalt-Bernburg ausgestorben war, fiel der Gutsbezirk Zeitz an seine Witwe und seine Schwester. Das Herzogtum Anhalt-Bernburg wurde nun mit Anhalt-Dessau zum Herzogtum Anhalt vereinigt. Gegen Ende des 19. Jahrhunderts war das Schloss Zeitz im Niedergang begriffen. Bereits 1895 wurde es als unbewohnt und verfallen beschrieben. Zu dieser Zeit wurden das Schloss und das dazugehörige Gut bereits von Domänenpächtern bewirtschaftet und das Schloss verlor in den darauffolgenden Jahren immer mehr von seinem einstigen Glanz und seiner Bedeutung. Nachdem infolge der Novemberrevolution 1918 die Monarchie in Deutschland abgeschafft wurde, blieb Haus Zeitz weiterhin herzoglich-anhaltinische Domäne. 1922 erfolgte eine Renovierung der Außenfassade und 1938 des Schlossdachs. Das Schloss diente seit den 1920er Jahren als Domizil von Landarbeitern aus Polen und den deutschen Ostgebieten. Um 1930 wurde der Gutsbezirk Haus Zeitz aufgelöst und der Gemeinde Belleben angegliedert.
Nach dem Ende des Zweiten Weltkriegs 1945 lag Haus Zeitz in der Sowjetischen Besatzungszone. Die Familie von Anhalt wurde 1946 im Rahmen der Bodenreform enteignet. Die landwirtschaftlichen Flächen wurden an Neubauern verteilt, im Schloss wurden zahlreiche Heimatvertriebene untergebracht. In späterer Zeit verfiel das Schloss. Vom einst herrschaftlichen Schloss stehen heute nur die Außenmauern. Der verwahrloste Schlossbereich wird als Schutt- und Müllhalde genutzt.

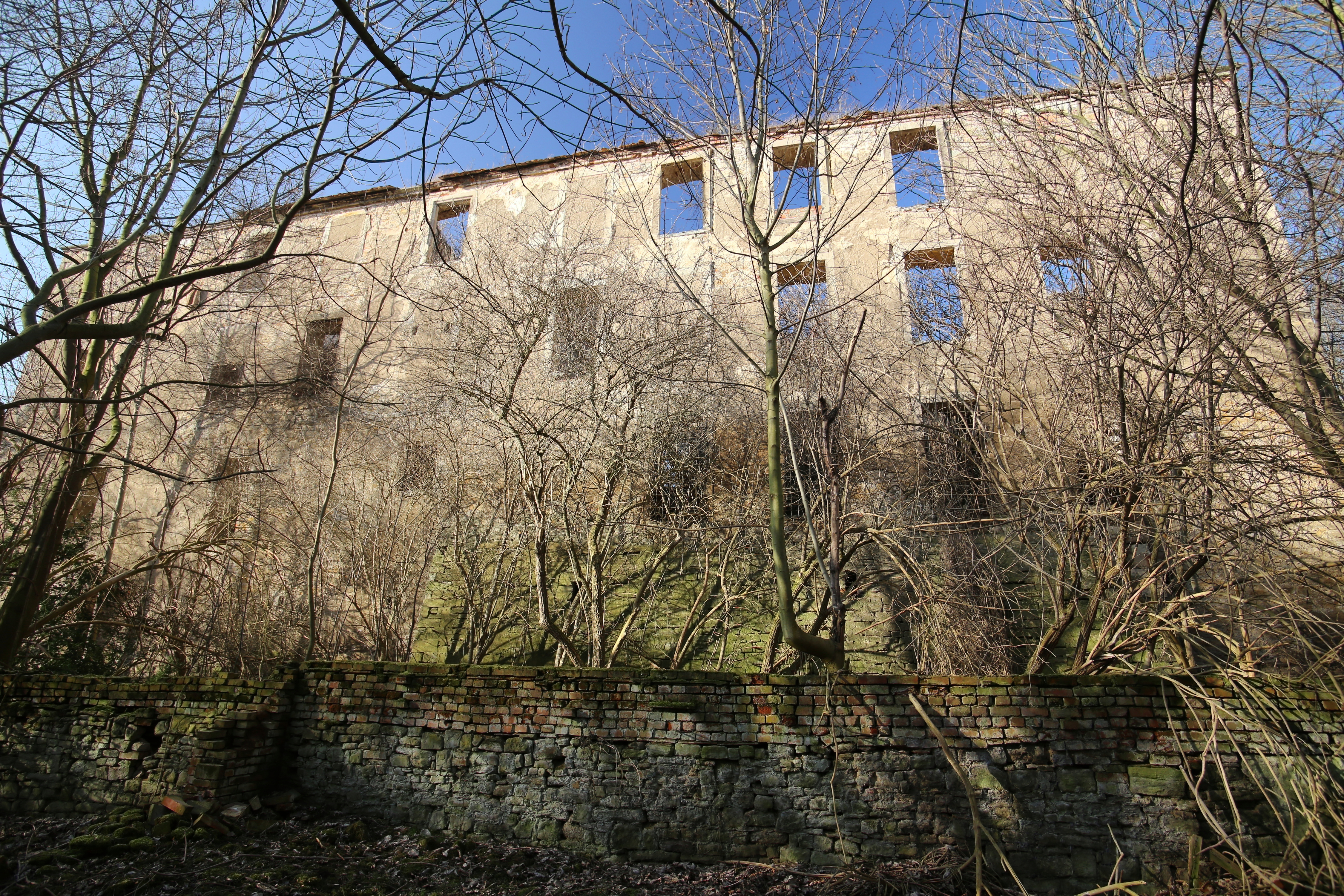
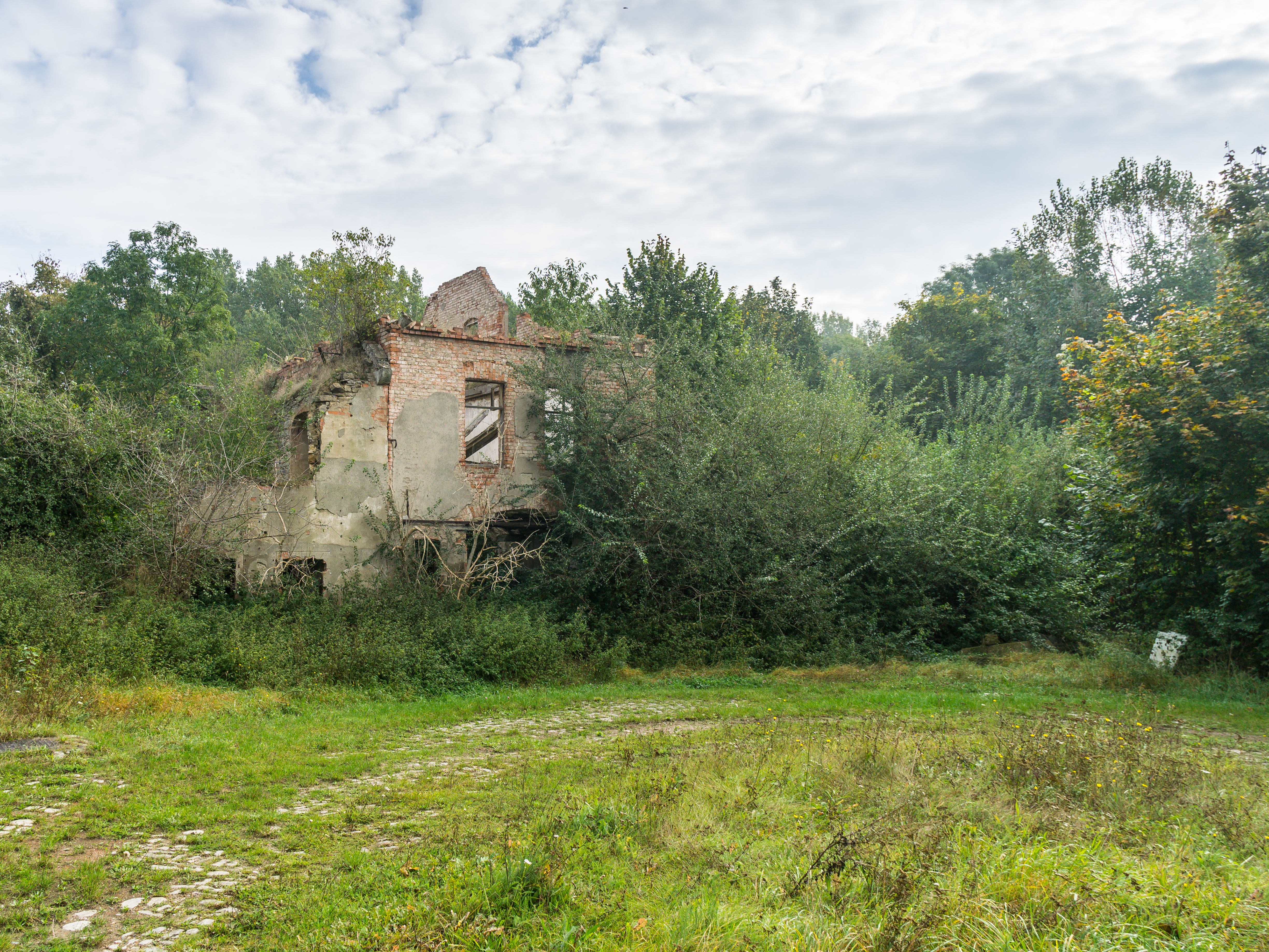
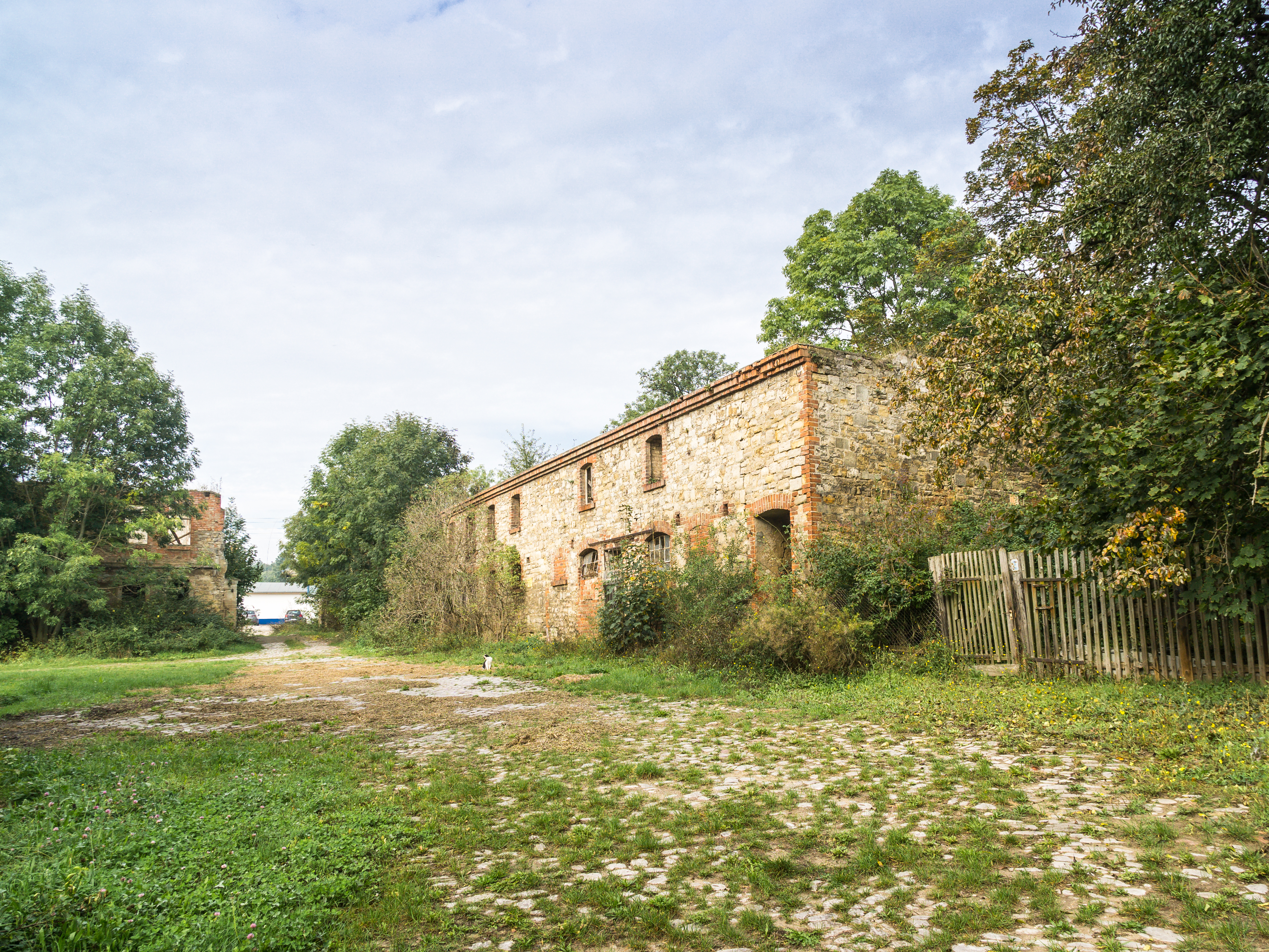
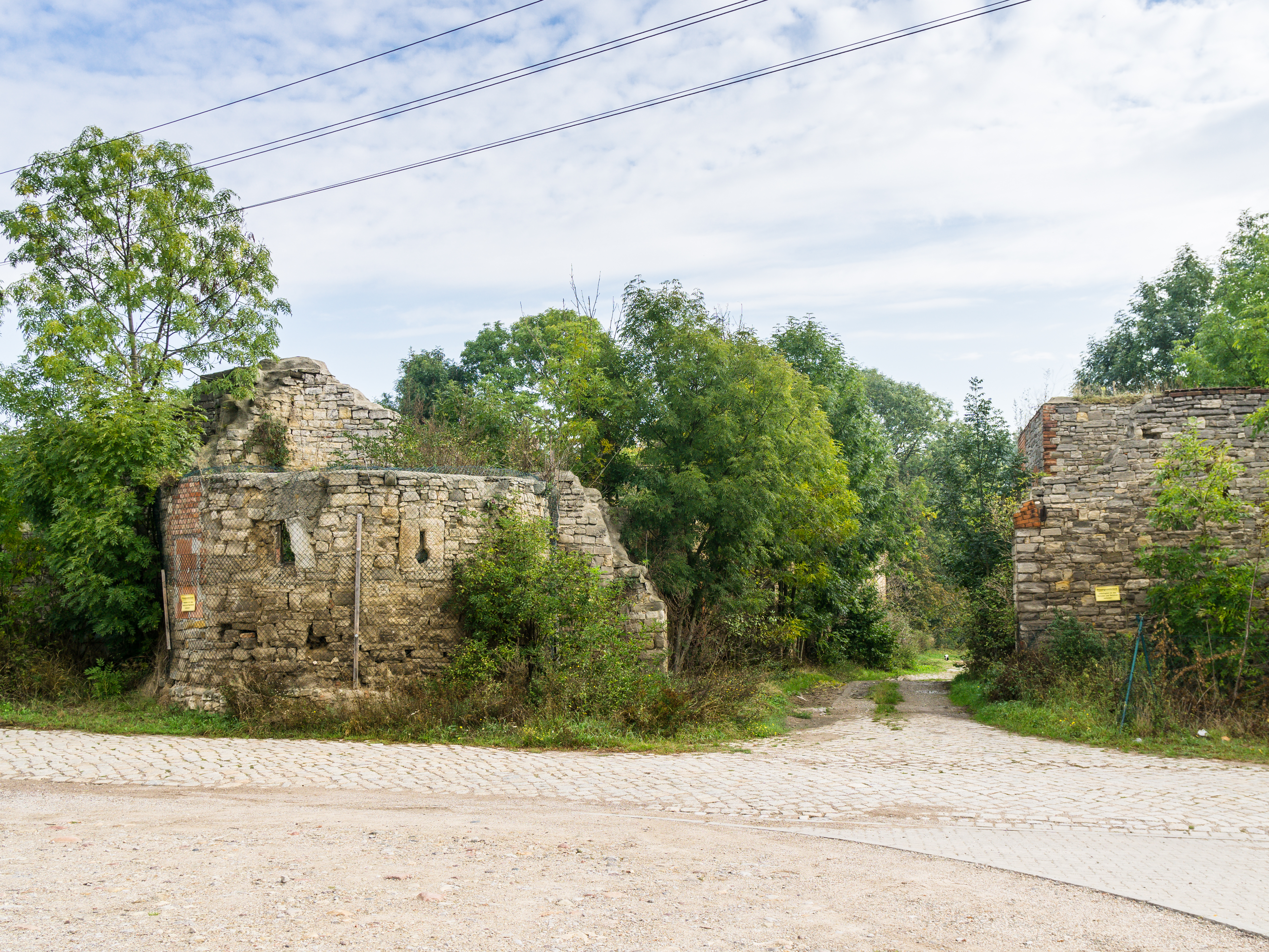

Mit der ersten Kreisreform in der DDR wurde Haus Zeitz als Teil Bellebens dem Landkreis Bernburg angegliedert. Durch die zweite Kreisreform in der DDR im Jahr 1952 kam der Ort zum Kreis Bernburg im Bezirk Halle, der 1990 zum Landkreis Bernburg wurde und 2007 im Salzlandkreis aufging. Am 1. Januar 2005 erfolgte die Eingemeindung Bellebens in die Stadt Könnern, wodurch Haus Zeitz ein Ortsteil der Ortschaft Belleben wurde.

## Verkehrsanbindung
Die A 14, die von Leipzig nach Magdeburg führt, überquert nordöstlich von Haus Zeitz die Saale. Der nächstgelegene Bahnhof befindet sich in Belleben an der Bahnstrecke Halle-Halberstadt.